# Affaire des camions des services secrets turcs

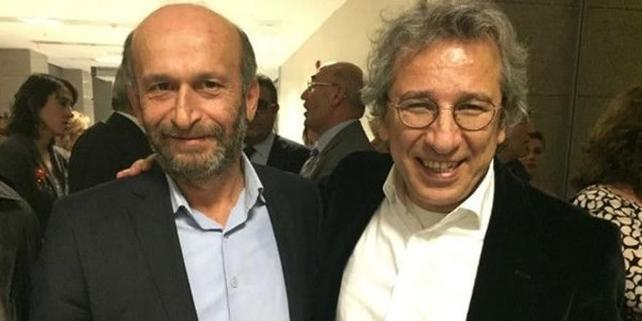
Erdem Gül et Can Dündar (2016).

L’affaire des camions des services secrets turcs (en turc : MİT TIRları davası) est un scandale politique provoqué par la révélation d'une livraison de marchandises à destination du territoire syrien, réalisée avec l'aide de camions appartenant aux services de renseignement turcs, le Millî İstihbarat Teşkilatı (MİT).

## Chronologie
Le 7 novembre 2013, un camion est intercepté et fouillé par la gendarmerie turque dans la province d'Adana. Les agents y découvrent des armes et il est saisi.
Le 19 janvier 2014, à la suite d'un signalement anonyme, une opération conjointe de la gendarmerie et de la police, sur l'ordre du procureur de la République Özcan Şişman, intercepte un convoi de trois camions à Kırıkhan dans la province de Hatay,,. Cette fois-ci, des agents du renseignement escortent le convoi et ceux-ci s'opposent à la gendarmerie. Les deux groupes se font même face, arme au poing, avant qu'une série d'appels téléphoniques vers Ankara ne mettent fin à la scène. Le convoi peut reprendre sa route sans avoir été fouillé mais quelques images de mauvaise qualité ont été tournées par un témoin à l'aide de son téléphone portable et commencent à circuler sur les réseaux sociaux. Le gouvernement impose un blackout sur l'événement et parvient à stopper rapidement la diffusion des images. Une enquête pour « terrorisme » est ouverte à l'encontre de plusieurs gendarmes, militaires et magistrats dont une cinquantaine sont par la suite placés en détention.
En mai 2015, des documents officiels diffusés sur internet démontrent que les camions appartenaient au MIT, les services secrets turcs, et que les armes étaient destinés aux rebelles islamistes syriens qui se battent contre le régime du président Bachar el-Assad depuis 2011.
Le 29 mai, le journal Cumhuriyet (de tendance kémaliste) publie dans ses colonnes et sur son site internet des photos et une vidéo qui datent de janvier 2014 : les images montrent des mortiers dissimulés sous des médicaments à bord des camions interceptés quelques mois plus tôt par la gendarmerie. Selon les informations du journal, les camions transportaient un millier d'obus, 80 000 munitions diverses et des centaines de lance-grenades. Les armes sont de fabrication soviétique.
Quelques heures après ces révélations, une enquête pour « terrorisme » est ouverte par le procureur d'Istanbul contre le journal. Un juge ordonne le retrait immédiat des images, désignées comme « contraires à la réalité ». Le président de la République, Recep Tayyip Erdoğan, déplore la fouille des camions, qu'il qualifie de « trahison », et accuse le mouvement Gülen d'être à l'origine du scandale.